# James Gamble Rogers
James Gamble Rogers (Lexington, 3 de marzo de 1867 - Nueva York, 1 de octubre de 1947) fue un arquitecto estadounidense. Es conocido por sus comisiones académicas en la Universidad de Yale, la Universidad de Columbia, la Universidad de Northwestern y otros lugares.

## Biografía
Rogers nació en Bryan Station, Kentucky, el 3 de marzo de 1867, de James M. y Katharine Gamble Rogers. Rogers asistió a la Universidad de Yale, donde contribuyó a The Yale Records y fue miembro de la sociedad senior Scroll and Key,  cuya membresía incluía a varios otros arquitectos notables. Recibió su B.A. en 1889, y es responsable de muchas de las estructuras de renacimiento gótico en la Universidad de Yale, construidas en la década de 1910 hasta mediados de la década de 1930, así como del plan maestro de la universidad en 1924. También diseñó para otras universidades, como la Biblioteca Butler en la Universidad de Columbia, muchos de los edificios originales en el Centro Médico Presbiteriano de Columbia (ahora el Centro Médico de Irving de la Universidad de NuevaYork-Presbiterio / Columbia), y varios edificios en la Universidad Northwestern, notablemente Deering Library.

Murió en la ciudad de Nueva York el 1 de octubre de 1947. 

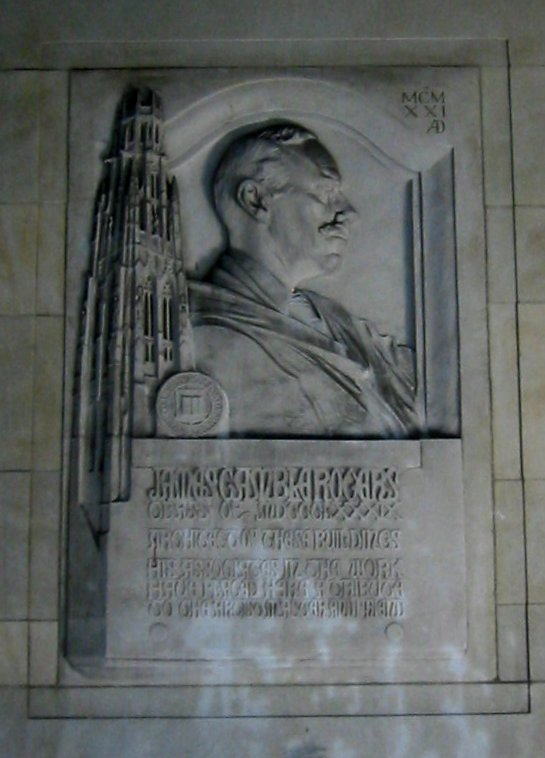
Un homenaje a Rogers en el Memorial Quadrangle realizado por Lee Lawrie.

## Galería de edificios

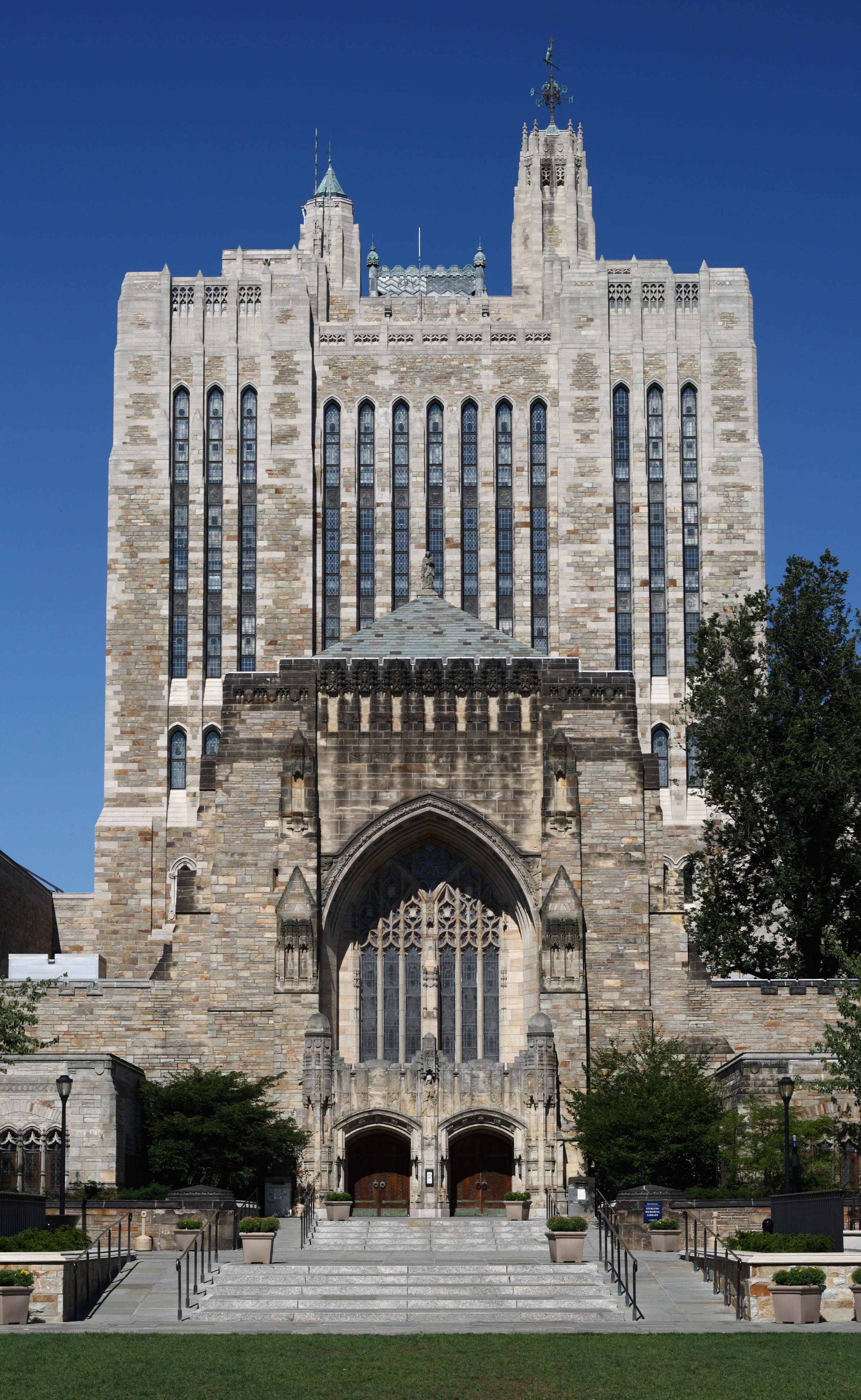
Sterling Memorial Library
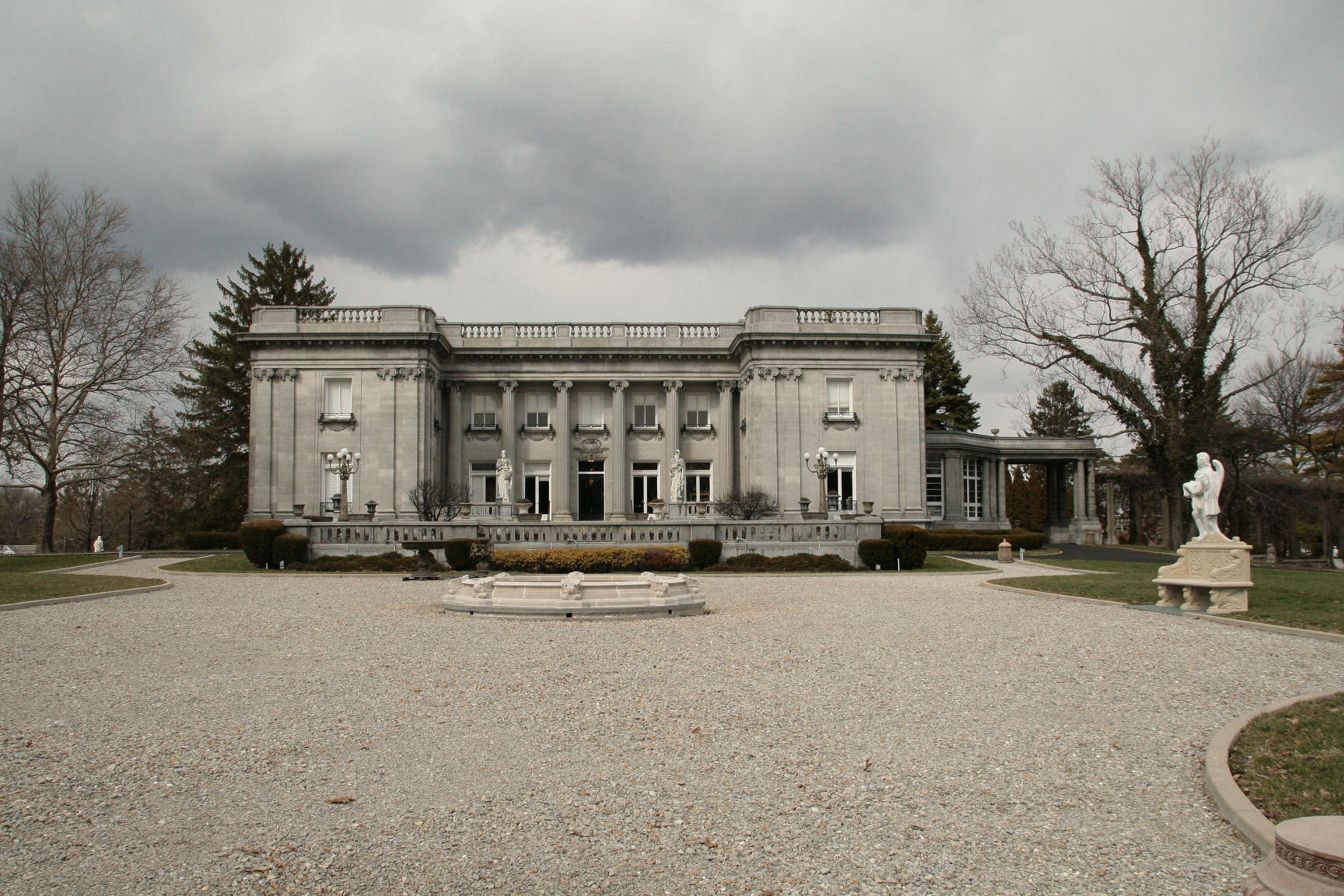
Peter G. Thomson House
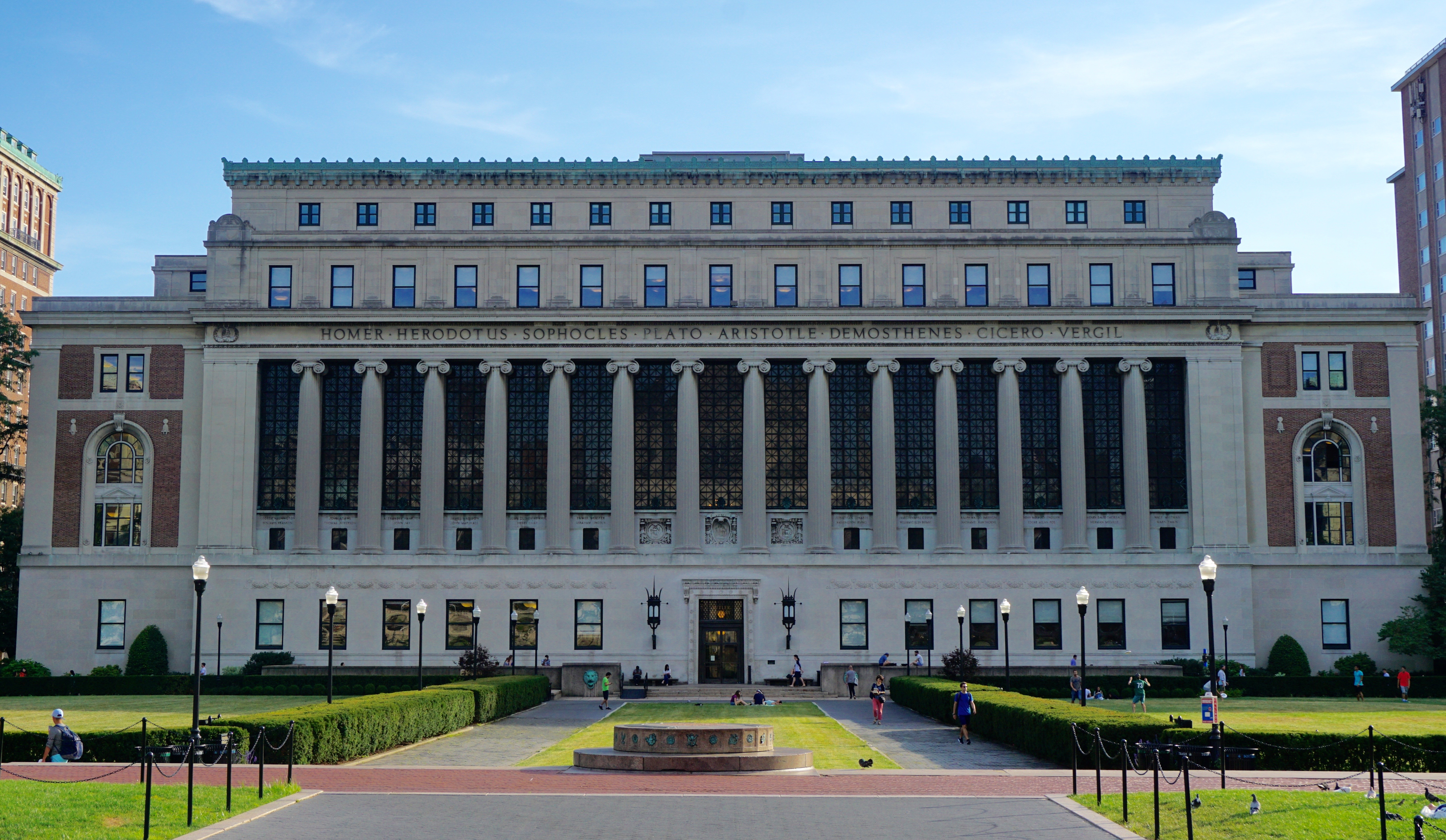
Butler Library Columbia University
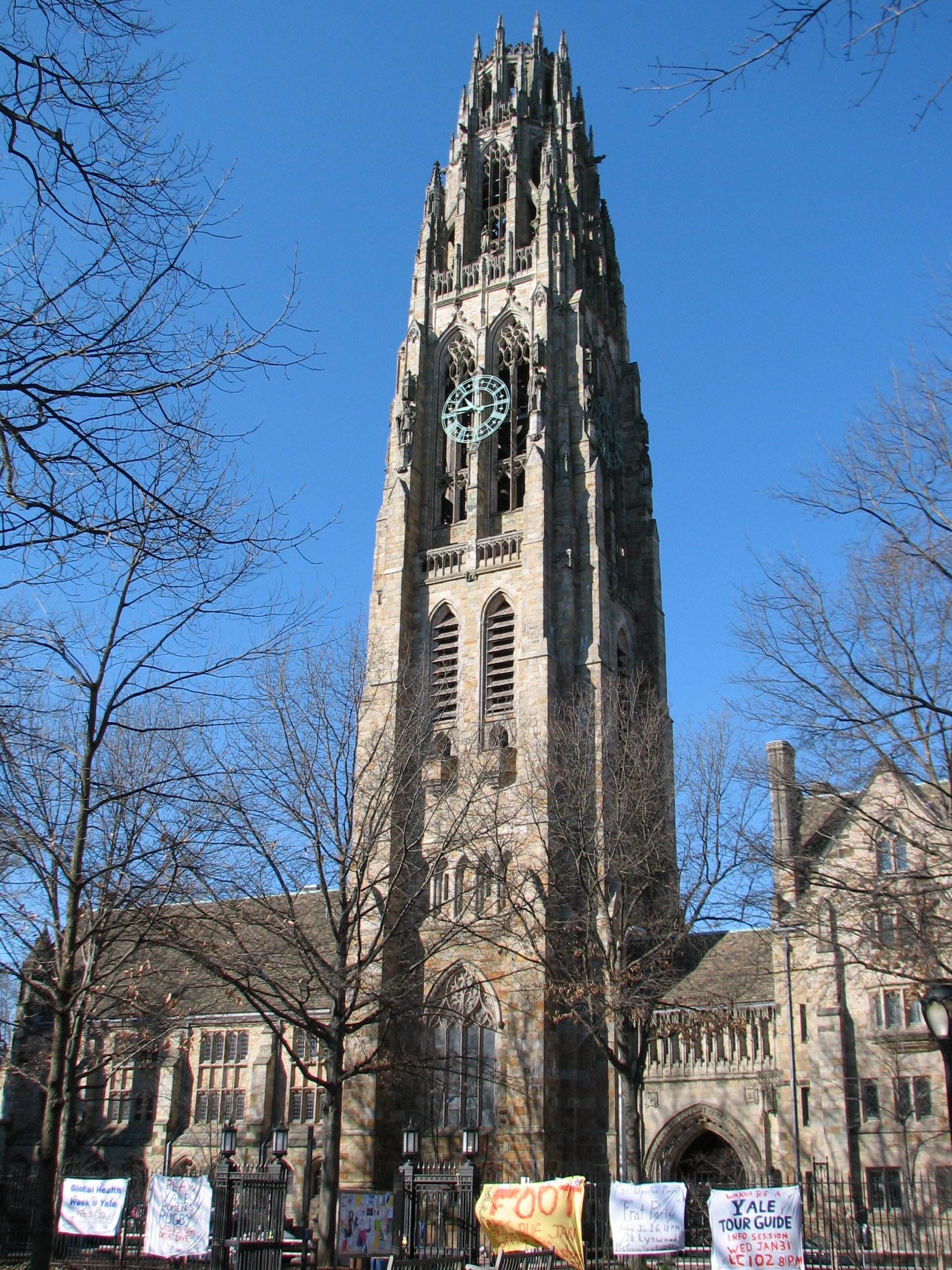
Harkness Tower
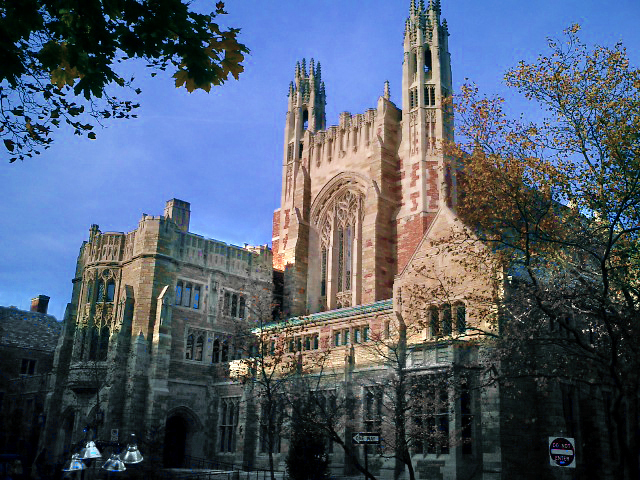
Yale Law School en el edificio de ley Sterling

- Datos: Q6134465
- Multimedia: James Gamble Rogers / Q6134465